# Entrée de ballet
Una entrée de ballet es una escena autónoma de un ballet cortesano, de un divertissement, de una comedia-ballet, de una ópera-ballet, incluso de una tragedia lírica, que reunía varios bailarines entrando y saliendo del espacio escénico.
En los siglos XVII y XVIII, la danza barroca distingue varios tipos de «entrées», según su carácter y el estilo de los pasos: serio, grave, bufonada o grotesco. En sus «recueil de danses», Raoul-Auger Feuillet calificó las «entrées» que describe según el nombre de los personajes y a veces el sexo: Entrée solista, Entrée para una mujer, Entrée a dos, etc.
Esta forma coreográfica desapareció en los años 1720.